# Austrália nos Jogos Olímpicos de Verão de 1900
A Austrália participou dos Jogos Olímpicos de Verão de 1900 em Paris, na França. O país estreou nos Jogos em 1896 e em Paris fez sua 2ª apresentação, conquistando 5 medalhas. Os historiadores olímpicos tendem a separar os resultados australianos dos britânicos, apesar da falta de independência da Austrália na época.[carece de fontes?]